# (10026) Sophiexeon
(10026) Sophiexeon ist ein Asteroid des mittleren Hauptgürtels, der am 3. September 1980 von dem tschechischen Astronomen Antonín Mrkos (1918–1996) am Kleť-Observatorium (IAU-Code 046) bei Český Krumlov entdeckt wurde. Sichtungen des Asteroiden hatte es vorher schon am 25. und 28. September 1976 unter den vorläufigen Bezeichnungen 1976 SX7 und 1976 SW8 am Krim-Observatorium in Nautschnyj gegeben.
Der mittlere Durchmesser des Asteroiden wurde sehr grob mit 11,321 (±3,781) km berechnet. Die mithilfe des Wide-Field Infrared Survey Explorers (WISE) berechnete Albedo deutet auf eine eher dunkle Oberfläche hin. Eine spektroskopische Untersuchung nach der SMASS-Klassifikation (Small Main-Belt Asteroid Spectroscopic Survey) von Gianluca Masi, Sergio Foglia und Richard P. Binzel bei (10026) Sophiexeon klassifizierte den Asteroiden als C-Asteroiden.
(10026) gehört zur König-Familie, einer Asteroidenfamilie, die nach ihrem größten Mitglied (3815) König benannt ist. Es handelt sich um eine jüngere Asteroidenfamilie im mittleren Hauptgürtel, deren Mitglieder der C-Klasse zugeordnet werden. Die zeitlosen (nichtoskulierenden) Bahnelemente von (10026) Sophiexeon sind fast identisch mit denjenigen zweier kleinerer Asteroiden: (484361) 2007 VB92 und (626708) 2007 VS105.
Der Asteroid wurde am 16. Juni 2021 nach der schottischen Musikproduzentin, Sängerin und DJ Sophie Xeon (1986–2021) benannt, wenige Monate nach ihrem Tod.